# جرج اچ. اسمیت
جرج همیلتون اسمیت (به انگلیسی: George H. Smith) (زاده ۱۰ فوریه ۱۹۴۹ در ژاپن) نویسنده آمریکایی، ویراستار، آموزگار و سخنگو است.

## زندگی‌نامه
اسمیت در توسان آریزونا رشد یافت و چندین سال در دانشگاه آریزونا بدون فارغ‌التحصیلی به‌سر برد. در ۱۹۷۱ به لس‌آنجلس نقل مکان کرد، و با کمک نویسنده لیبرترین روی چایلدز، قراردادی برای نوشتن کتابی دربارهٔ بی‌خدایی با انتشارات نش امضا نمود. محصول نهایی، اولین کتاب او در سال ۱۹۷۴ به نام بی‌خدایی: ردیه‌ای بر خدا (Atheism: The Case Against God) بود.
از سال ۱۹۷۱ او صدها مقاله و مرور کتاب در انتشارات مختلف از جمله نیویورک تایمز، مجله خرد، پرسش‌گری آزاد، هیومنیست و والنتریست نوشته‌است.
آثار او معمولاً به موضوع‌هایی مثل مجازات اعدام می‌پردازند که او با آن مخالف است. همچنین موضوع‌های مورد علاقه او آنارشیسم، لیبرترینیسم، تحمل دینی و بی‌خدایی است. او دربارهٔ اشخاصی چون ویلیام ولاستون، هربرت اسپنسر، تامس هابز، جان لاک و آین رند نوشته‌است.